# Antoni Maria Muntañola i Tey
Antoni Maria Muntañola i Tey (1909 - Barcelona el 20 de maig de 2006) fou un advocat, jurista i professor universitari català, especialitzat en dret administratiu.
Fou president de la Societat Econòmica Barcelonesa d'Amics del País des del 1975 fins al 2004 i durant la dècada de 1980 ha estat jurista del F.C Barcelona.
Des del seu càrrec es caracteritzà per la seva defensa de les llibertats democràtiques i nacionals de Catalunya, raó per la qual el 1992 va rebre la Creu de Sant Jordi.
Es va casar en primeres núpcies amb Herminia Castelló i Oliver. Enviudà i es tornar a casar amb Maria del Carme Matheu i Pellín.